# New Zealand Reform Party
New Zealand Reform Party var Nya Zeelands andra större politiska parti, bildat i början av 1900-talet som en konservativ motreaktion på New Zealand Liberal Party.
Partiet satt i regeringsställning mellan 1912 och 1928.
1936 gick man samman med United Party och bildade Nya Zeelands nationella parti